# ریکو ماتسودا (بازیکن فوتبال، زاده ۱۹۹۹)
ریکو ماتسودا (ژاپنی: 松田 陸؛ زادهٔ ۳ مهٔ ۱۹۹۹) یک بازیکن فوتبال اهل ژاپن است.
از باشگاه‌هایی که در آن بازی کرده‌است می‌توان به باشگاه فوتبال گامبا اوساکا و باشگاه فوتبال زویگن کانازاوا اشاره کرد.